# Narcissus peroccidentalis
El gènere Narcissus és originari de la Mediterrània occidental, principalment de la península Ibèrica, on actualment és possible trobar més d'una trentena d'espècies, la meitat d'elles molt escasses. Hi ha una gran quantitat d'endemismes ibèrics com Narcissus tortifolius Fern. Casas.
Es tracta d'un gènere amb gran variabilitat geogràfica, la qual cosa dificulta la identificació especialment amb les diferents subespècies de N. pseudonarcissus, i el grup Jonquillae (N. jonquilla, N. assoanus, N. gaditanus, N. baeticus). Això explicaria que a vegades hi hagi alguna confusió amb la nomenclatura segons la font consultada.

## Flora Ibèrica
Narcissus romieuxii subsp. albidus o Narcissus peroccidentalis es troba classificat dins de la secció Bulbocodium amb tres de les seves subespècies: N. cantabricus, N. serotinus i N. viridiflorus., dins el gènere Narcissus, encara que el grup romieuxii estaria més separat de Bulbocodium que de Cantabricus.
Hi ha alguna cosa especial sobre els bulbs. Ells d'entrada sorprenen a l'observador i alegren al cultivador. Més encara quan floreixen en aquesta època tranquil·la de l'any, quan molt poques flors més estan florint.
Narcissus és un gènere predominantment situat al Mediterrani que floreixen a la primavera però també tenen espècies de tardor / hivern. Les autoritats no estan d'acord sobre el nombre d'espècies. L'euro + Med Plantbase (Kew) enumera 52 espècies, mentre que el R.H.S. registra 86 espècies, una gran quantitat de subespècies i formes, i 71 híbrids.
Espanya i Portugal tenen el major nombre d'espècies, de manera que no sorprèn que diverses espècies s'estenen cap al nord d'Àfrica. Uns pocs es repliquen. Diversos altres han evolucionat amb el temps i són exclusius d'Àfrica del Nord. Són Narcís atlanticus, N. broussonetii, N. peroccidentalis, N. rupicola ssp watieri, N. tingitanus i la nostra planta Narcís romieuxii.

## Descripció
Planta herbàcia bulbosa d'uns 28-66 cm d'alçada, glabra. El bulb és subglobós amb túniques externes de tipus membranoses d'un color castany fosc, que es perllonga en una beina d'uns 42-67 mm. El peduncle florífer llarg i sense fulles. l'escap, és de secció estretament el·líptica, és estriat i fistulós.

### Fulles
Són linears, de marge llis, de secció estretament el·líptica, amb dues quilles poc marcades en la cara dorsal, cobertes per la prolongació de les túniques externes del bulb.

### Flors
- L'espata és membranosa, lanceolada i embeinadora a la base.
- Les flors són pedicelades, el tub del periant es va eixamplant gradualment cap a l'àpex, i són de color blanc-groguenc cremós.